# Businesswings

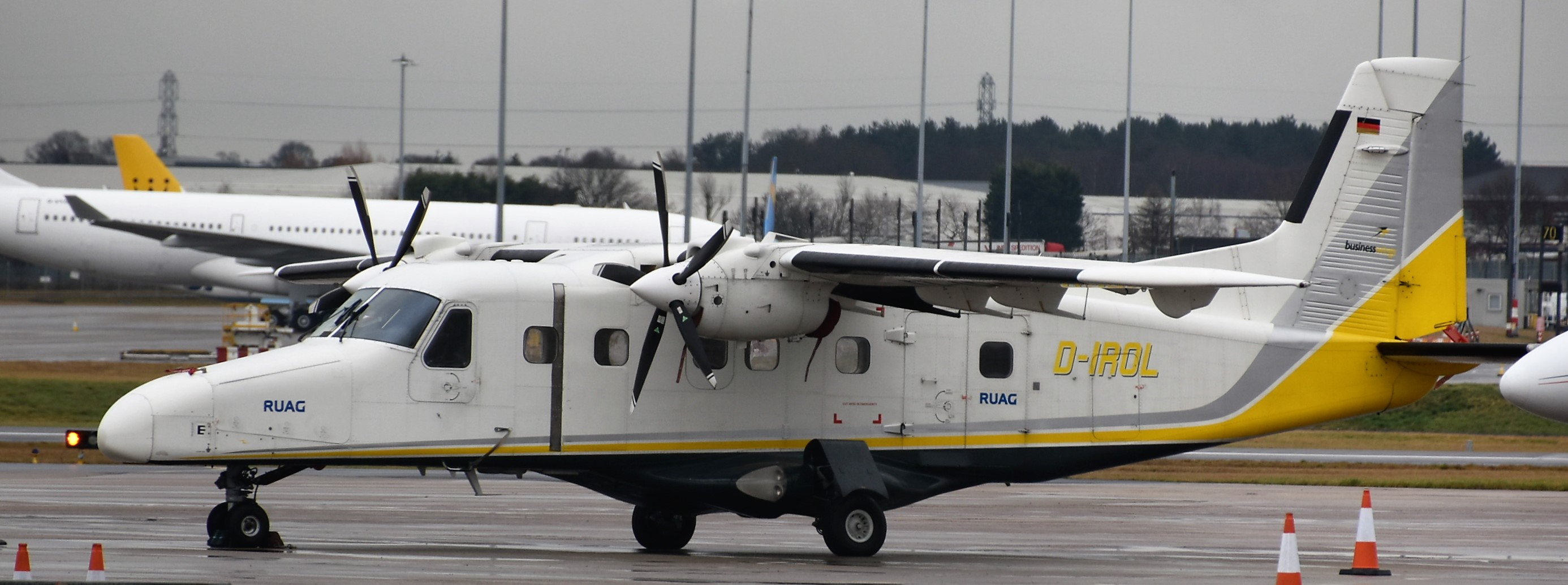
Dornier 228-100 der Businesswings

Businesswings  ist eine deutsche Charterfluggesellschaft mit Sitz in Calden und Basis auf dem Flughafen Kassel-Calden.
Das Unternehmen wurde im Dezember 2019 von dem KEP-Dienstleister Sovereign Speed GmbH aus Hamburg übernommen.

## Dienstleistungen

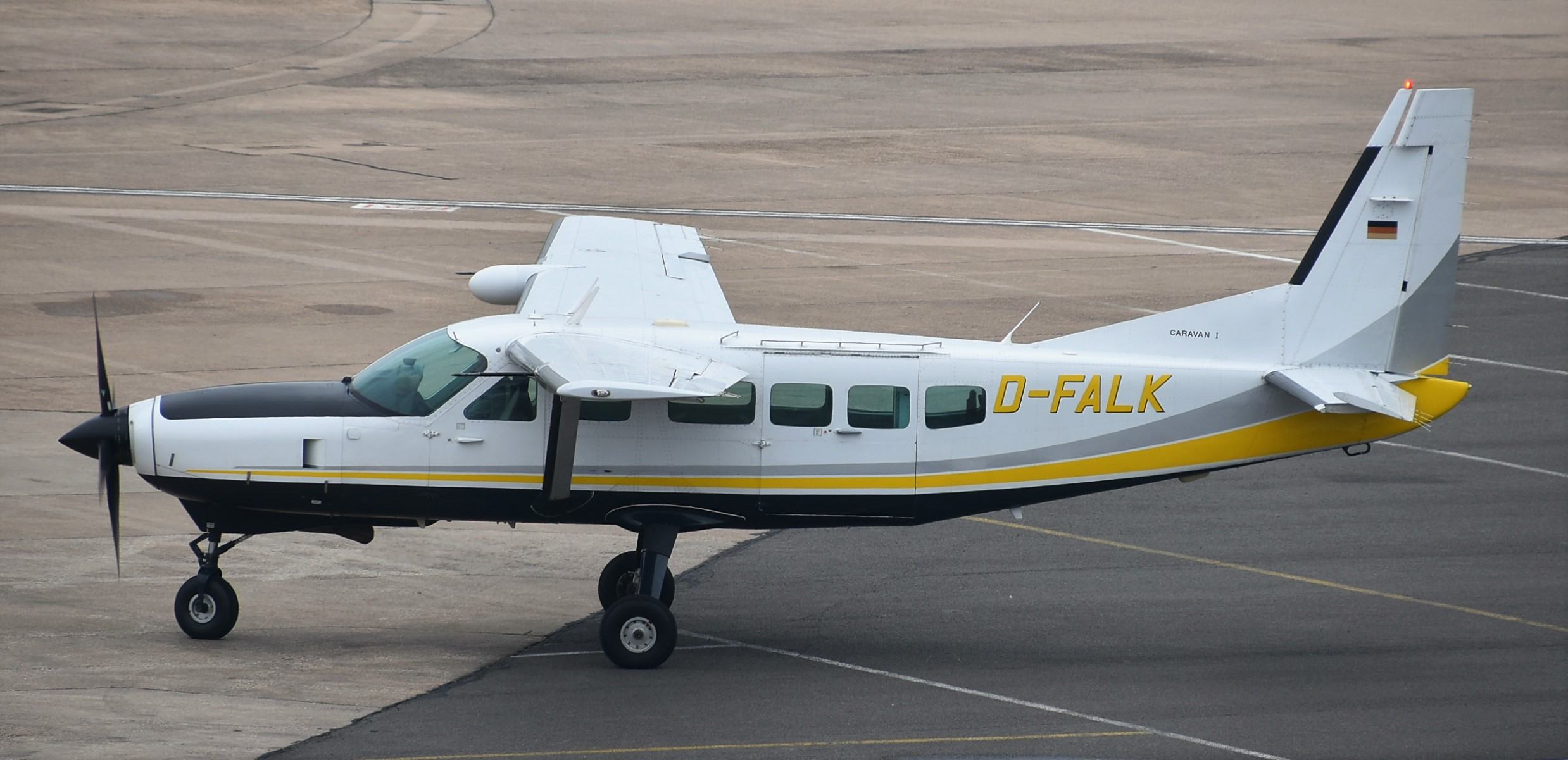
Cessna 208 der Businesswings

Das 1979 gegründete Unternehmen startete mit Absetzflügen für Fallschirmspringer, flog eine Zeitlang Passagiere und Fracht innerhalb Europas. Heute hat sich das Unternehmen auf Luftfracht und Luftexpress-Fracht spezialisiert und befördert keine Passagiere mehr.
Eingesetzt werden die Muster Dornier 228-212, 228-100 und Cessna 208 Caravan, die alle der am Flughafen Kassel-Calden beheimateten Gesellschaft gehören. Die Dornier 228 sind am Flughafen Mannheim City stationiert, während die Cessna C 208 von Kassel-Calden aus fliegen.
Von Kassel und Mannheim aus wird Fracht z. B. nach Oslo, Paris, Brüssel, Helsinki, Bologna sowie Coventry und Birmingham in Großbritannien befördert.
Hauptkunden sind Firmen aus der Automobil- und Maschinenbau-Branche, Hersteller von Arzneimittel und pharmazeutischen Gütern, Versender von Flugzeugersatzteilen sowie Time Matters, Tochter von Lufthansa Cargo.
Des Weiteren werden Zubringerflüge für Fluggesellschaften durchgeführt.

## Flotte

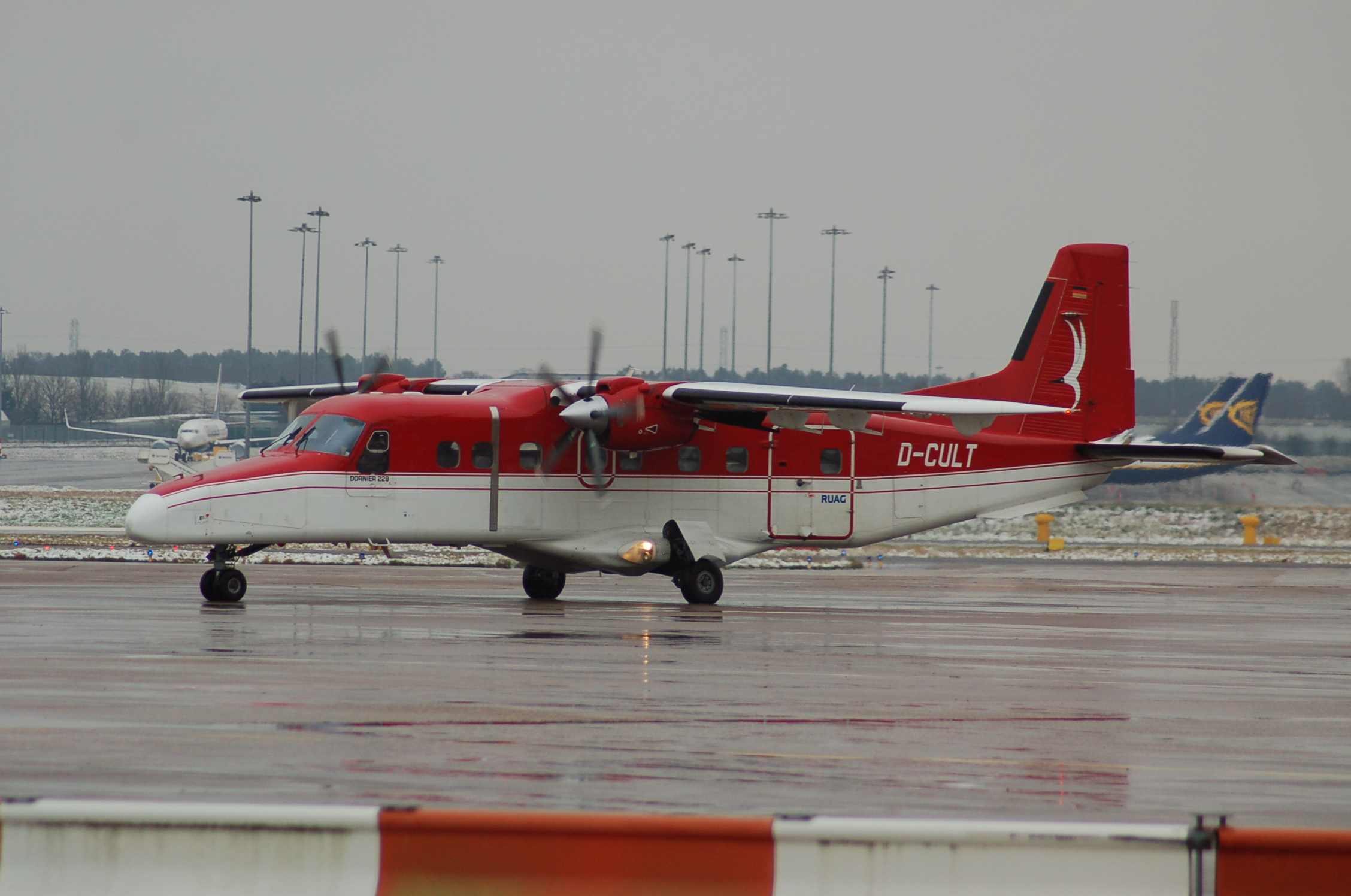
Dornier 228-212 der Businesswings

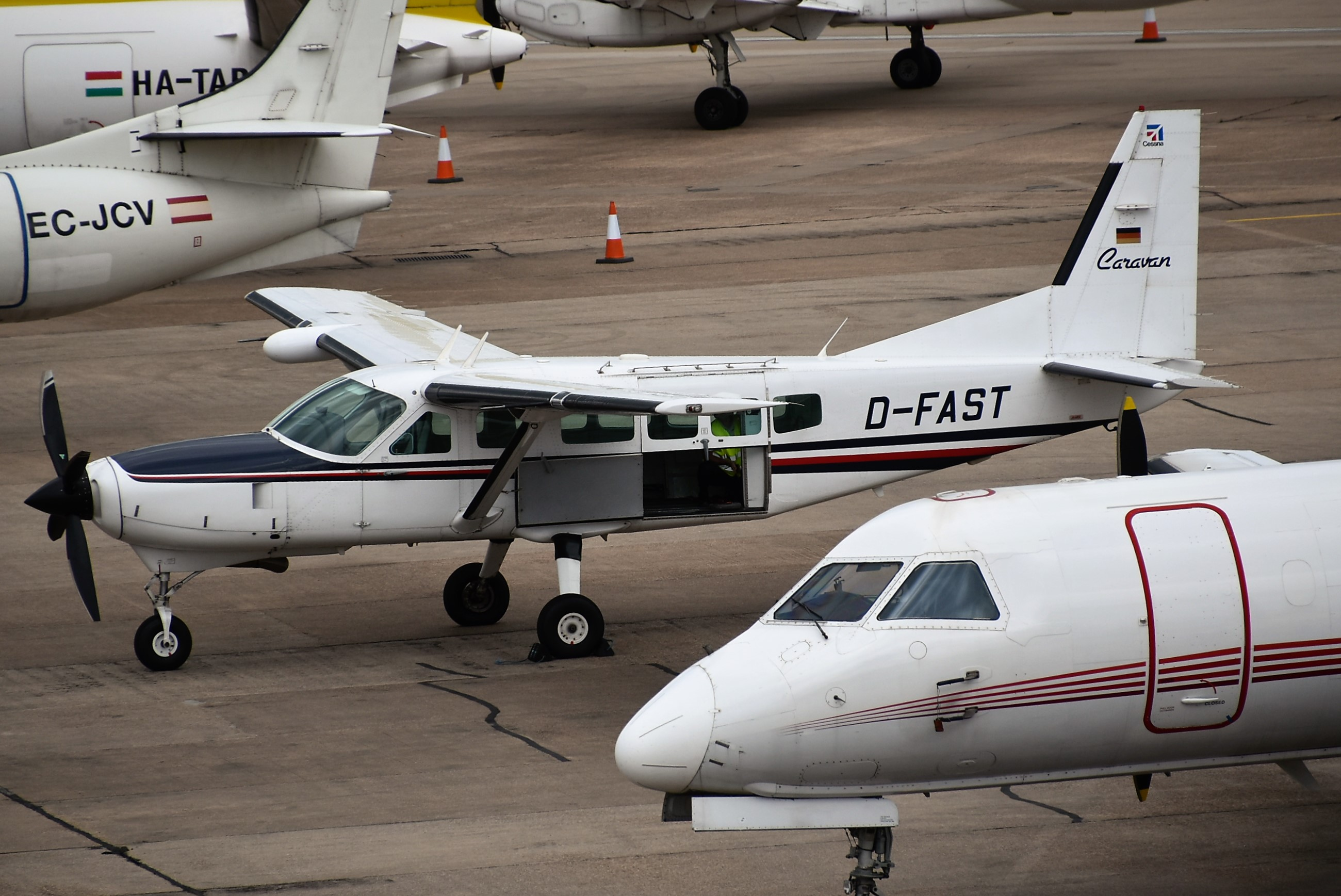
Cessna 208 der Businesswings

Mit Stand Januar 2020 besteht die Flotte der Businesswings aus vier Flugzeugen.
| Flugzeugtyp        | Anzahl | bestellt | Luftfahrzeug- kennzeichen | Anmerkungen | Sitzplätze |
| ------------------ | ------ | -------- | ------------------------- | ----------- | ---------- |
| Cessna 208 Caravan | 2      |          | D-FALK                    |             | 8          |
| Cessna 208 Caravan | 2      | D-FAST   |                           |             | 8          |
| Dornier 228-100    | 1      |          | D-IROL                    |             | 16         |
| Dornier 228-212    | 1      |          | D-CULT                    |             | 19         |
| Gesamt             | 4      |          |                           |             |            |